# Federazione Motociclistica Italiana
De Federazione Motociclistica Italiana (FMI) is de Italiaanse bond voor motorrijders. Zij vertegenwoordigt de algemene belangen van motorrijders, de belangen van de motorsport in Italië, de Italiaanse motorfietsproducenten, educatie en verkeersveiligheid en de belangen van (clubs van) klassieke motorfietsen.
| De internationale motorfietsbond Fédération Internationale de Motocyclisme was al in 1904 opgericht, maar de deelnemende landen waren Denemarken, Duitsland, Frankrijk, Groot-Brittannië en Oostenrijk. Aanvankelijk mislukte het project: al in 1906 was de Britse Auto-Cycle Union het enige overgebleven lid. In 1912 zette de Auto-Cycle Union zich samen met de Nederlandsche Motorwielrijders Vereeniging in om de FIM nieuw leven in te blazen tijdens een congres om Londen waarvoor België, Denemarken, Frankrijk, Groot-Brittannië, Italië, Nederland en de Verenigde Staten waren uitgenodigd. Twee weken later werd een tweede congres in Parijs georganiseerd, waarbij ook vertegenwoordigers uit Duitsland, Oostenrijk en Zwitserland uitgenodigd waren. Deze tien landen worden beschouwd als oprichters van de FIM zoals we die nu kennen. Bij de oprichting van de Moto Club d'Italia in 1911 was er dus nog geen sprake van internationale samenwerking voor de Italianen. |

## Historie
In 1901 organiseerde de sportvereniging "Club Sportivo Ardire" naast wielerwedstrijden voor het eerst een aparte wedstrijd voor motorfietsen. In 1903 ontstonden los van elkaar de Moto Club Como, de Moto Club Firenze en de Unione Sportiva Leonessa d'Italia. Ook zij organiseerden wedstrijden, maar elk met hun eigen reglementen. Dat was een probleem voor motorenthousiasten die aan al die races wilden deelnemen, want er was geen eensluidend reglement voor wat betreft bijvoorbeeld cilinderinhoud, het aantal cilinders of het minimale gewicht.

### Moto Club d'Italia
Op 29 april 1911 werd de Moto Club d'Italia opgericht, met als doel een sportorganisatie met uniforme reglementen te zijn. Om de oprichting te vieren werd een wedstrijd voor motorfietsen op het "Parco Trotter" de drafrenbaan in Milaan, georganiseerd. Al op 8 oktober van dat jaar organiseerde men een lange afstandsrace annex betrouwbaarheidsrit over de weg van Sesto San Giovanni via Lecco, Colico, Sondrio, de Apricapas, Edolo, Lovere en Bergamo naar Crescenzago, een traject van 314,6 kilometer dat binnen zeven uur moest worden afgelegd.

### Reale Moto Club d'Italia
In 1929 werd het hoofdkantoor verplaatst naar Rome en in 1932 werd de naam veranderd in "Reale Moto Club d'Italia" (Koninklijke Motor Club van Italië).

### Reale Federazione Motociclistica Italiana
In 1935 moest er een naamswijziging komen om het Britse woord "Club" uit de naam te verwijderen. Dat had te maken met de vijandigheid die tussen het Verenigd Koninkrijk en Italië was ontstaan, onder andere door de inval van Benito Mussolini in Abessinië. Daarom werd de naam nu zuiver Italiaans: Reale Federazione Motociclistica Italiana (Koninklijke Motorrijders Federatie Italië). Tijdens de Italiaanse Sociale Republiek (1943-1945) werd het hoofdkantoor verhuisd naar Venetië, waarschijnlijk samen met andere Italiaanse sportbonden en het Italiaans Olympisch Comité.

### Federazione Motociclistica Italiana
In 1946 besloot de algemene vergadering om de federatie om te dopen tot "Federazione Motociclistica Italiana" en het hoofdkantoor terug te plaatsen in Milaan. In 1964 verhuisde men naar Rome.